# Capezzone (finimento)

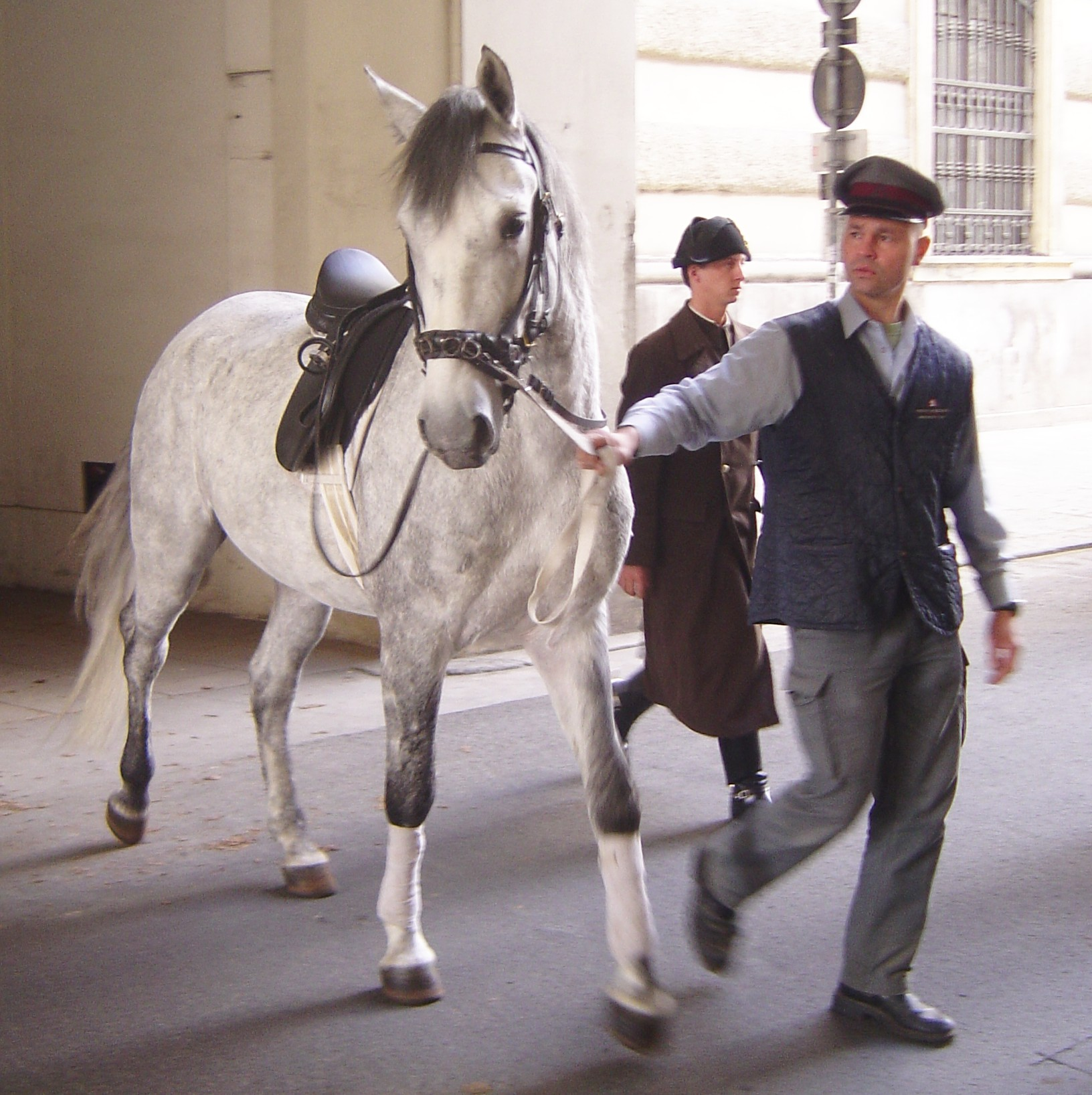
Capezzone

Il capezzone o cavezzone è un finimento per il cavallo.

## Caratteristiche e utilizzo
Si tratta di un attrezzo usato per il lavoro alla corda, tecnica per l'addestramento del cavallo propedeutica e integrativa al lavoro montato. È applicato alla testa del cavallo e ne consente il controllo senza usare una pressione sulla sua bocca, come fa una normale testiera. Il capezzone consiste in una capezza molto robusta e imbottita, con anelli metallici per collegarlo a una corda lunga; il capezzone va fissato molto fermamente, per impedire che scivoli sugli occhi del cavallo. L'anello per collegarlo alla corda lunga è situato generalmente al centro della parte superiore della nasiera. 
Un capezzone può anche essere usato con una testiera a filetto. In questo caso, il capezzone dev'essere indossato sopra la testiera, con la nasiera sotto i suoi montanti; questi ultimi dovrebbero essere allungati, per mantenere al corretta posizione del filetto. Dovrebbe anche essere rimossa la capezzina della testiera.